# Кантон (Тексас)
Кантон (енгл. Canton) град је у америчкој савезној држави Тексас. По попису становништва из 2010. у њему је живело 3.581 становника.

## Демографија
Према попису становништва из 2010. у граду је живело 3.581 становника, што је 289 (8,8%) становника више него 2000. године.
| Група             | 2000.         | 2010.         |
| Белци             | 3.035 (92,2%) | 3.113 (86,9%) |
| Афроамериканци    | 90 (2,7%)     | 81 (2,3%)     |
| Азијати           | 11 (0,3%)     | 37 (1,0%)     |
| Хиспаноамериканци | 115 (3,5%)    | 262 (7,3%)    |
| Укупно            | 3.292         | 3.581         |